# Maria Sagolla

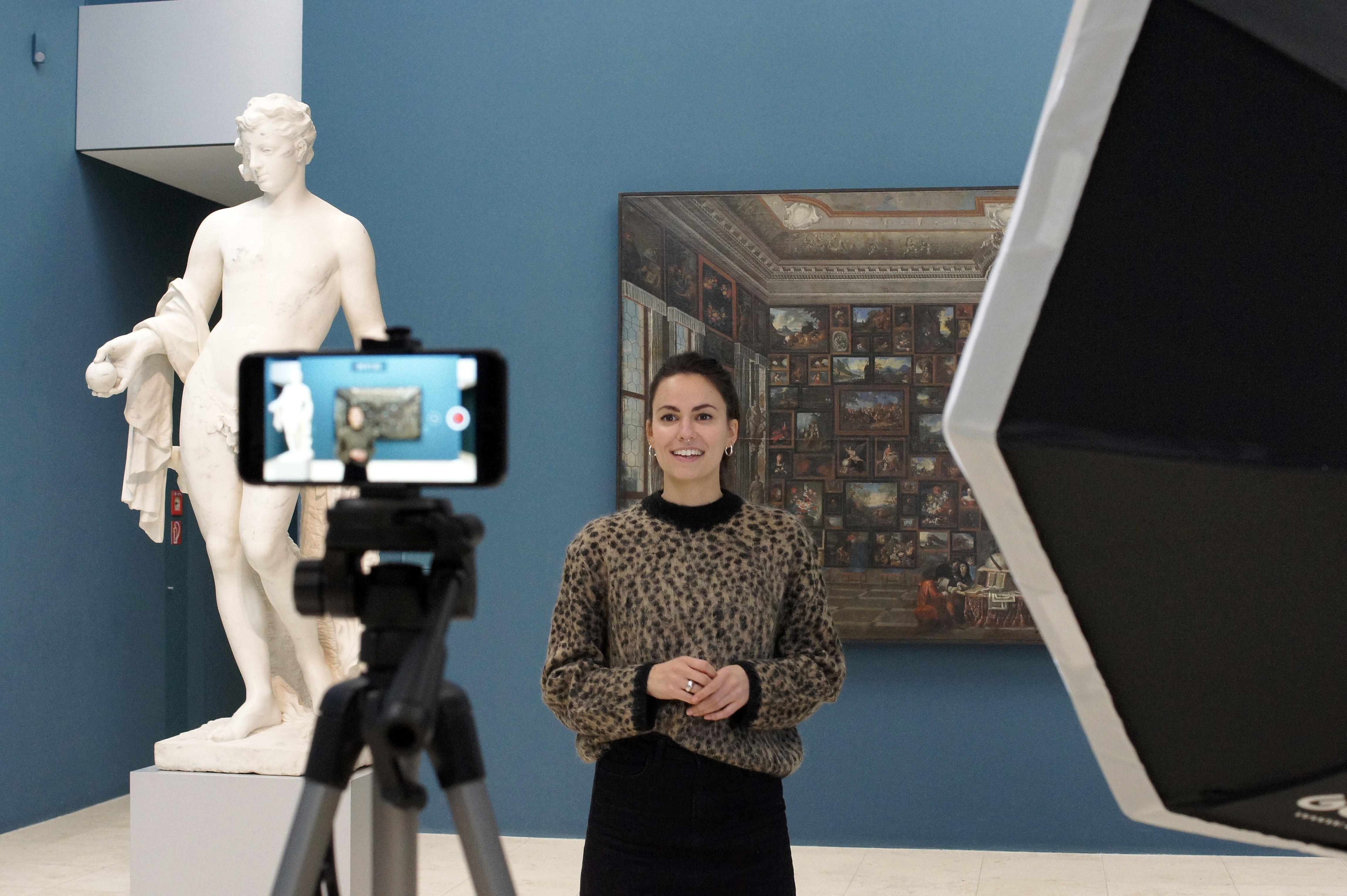
Maria Sagolla, Germanisches Nationalmuseum 2020.

Maria Sagolla (* 1992 in Hof (Saale) geb. Maria Meinert) ist eine deutsche Fernsehmoderatorin, Redakteurin und Webvideoproduzentin.

## Leben und Karriere
Maria Sagolla absolvierte 2012–2013 ihr Radiovolontariat im Funkhaus Regensburg und war nach ihrem Abschluss mehrere Jahre als Moderatorin und Redakteurin bei den Radiosendern Gong FM und egoFM tätig. 2016 arbeitete Maria Sagolla zum ersten Mal als Fernsehmoderation: zusammen mit Daniele Rizzo moderierte sie die Kindersendung Einfach Tierisch. Seitdem ist Sagolla in unterschiedlichen Kinderformaten bei Super RTL im Programmblock Toggo zu sehen und für die TOGGO TOUR in ganz Deutschland unterwegs. Bekanntheit erlangte sie durch das Wissensmagazin Woozle Goozle, das sie seit 2019 an der Seite von Puppenspieler Martin Reinl moderiert. Zusammen mit Moritz Bäckerling moderiert Maria Sagolla seit 2022 das Kindermagazin „Geolino TV“ der gleichnamigen Zeitschriftenmarke, in der unterschiedliche Themen aus Umwelt, Natur und Wissenschaft vermittelt werden.
Neben ihrer Tätigkeit im Kinderfernsehen studiert Sagolla Kunstgeschichte und Kulturgeschichte des Christentums an der Friedrich-Alexander-Universität Erlangen-Nürnberg. Seit 2020 ist Maria Sagolla für den Kindervideoblog GNMKids des Germanischen Nationalmuseums tätig, in dem sie Kunstwerke und Museumsarbeit auf unterhaltsame und kindergerechte Weise vorstellt.

## Filmografie
- Seit 2022: GEOlino TV (Geolino/Super RTL)
- Seit 2020: Kindervideoblog GNMKids (Germanisches Nationalmuseum)[6]
- 2017–2019: Moderation TOGGO TOUR (Super RTL)
- Seit 2017: Woozle Goozle und die Weltentdecker und Woozle Goozle (Super RTL)
- Seit 2017: Moderation Hard Rock Rising Bandcontest (Hard Rock Cafe München)
- 2016–2017: Einfach Tierisch (Super RTL)[7]